# Cantó dels Pirineus Catalans
El cantó dels Pirineus Catalans és una divisió administrativa francesa, situada a la Catalunya del Nord (departament dels Pirineus Orientals) creat pel decret del 26 de febrer de 2014 i que entrà en vigor després de les eleccions municipals de 2015. És el número 13 dels cantons actuals de la Catalunya del Nord.

## Composició
- Alta Cerdanya

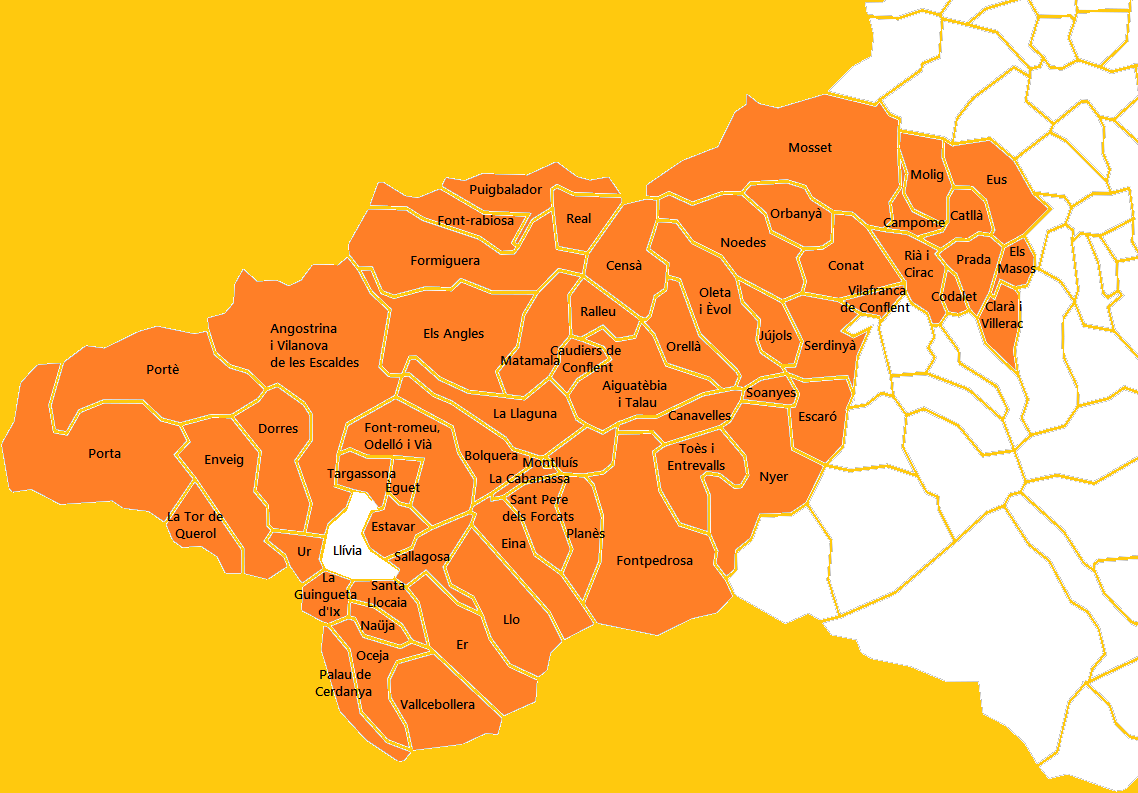
Cantó dels Pirineus Catalans

  - Angostrina i Vilanova de les Escaldes
  - Bolquera
  - Dorres
  - Èguet
  - Eina
  - Enveig
  - Er
  - Estavar
  - Font-romeu, Odelló i Vià
  - La Guingueta d'Ix
  - Llo
  - Naüja
  - Oceja
  - Palau de Cerdanya
  - Porta
  - Portè
  - Sallagosa
  - Santa Llocaia
  - Targasona
  - La Tor de Querol
  - Ur
  - Vallcebollera
- Capcir
  - Els Angles
  - Formiguera
  - Font-rabiosa
  - Matamala
  - Puigbalador
  - Ral
- Conflent
  - Aiguatèbia i Talau
  - La Cabanassa
  - Campome
  - Canavelles
  - Catllà
  - Caudiers de Conflent
  - Censà
  - Clarà i Villerac
  - Codalet
  - Conat
  - Escaró
  - Eus
  - Fontpedrosa
  - Jújols
  - La Llaguna
  - Els Masos
  - Molig
  - Montlluís
  - Mosset
  - Noedes
  - Nyer
  - Oleta i Èvol
  - Orbanyà
  - Orellà
  - Planès
  - Prada
  - Ralleu
  - Rià i Cirac
  - Sant Pere dels Forcats
  - Sautó
  - Serdinyà
  - Soanyes
  - Toès i Entrevalls
  - Vilafranca de Conflent

## Història
A les eleccions departamentals franceses de 2015 va entrar en vigor una nova redistribució cantonal, definida pel decret de 26 de febrer de 2014, en aplicació de les lleis del 17 de maig de 2013 (loi organique 2013-402 i loi 2013-403). A partir d'aquestes eleccions els consellers departamentals són escollits per escrutini majoritari binominal mixt. Des d'aquestes eleccions els electors de cada cantó escullen dos membres de sexe diferent al consell departamental, nova denominació del consell general, i que es presenten en parella de candidats. Els consellers departamentals són escollits per sis anys en escrutini binominal majoritari a dues voltes; per l'accés a la segona volta cal un 12,5% dels vots inscrits en la primera volta. A més es renoven la totalitat de consellers departamentals. El nou sistema de votació requeria una redistribució dels cantons, i el nombre es va reduir a la meitat arrodonit a la unitat senar superior si el nombre no és sencer senar, així com unes condicions de llindar mínim. Als Pirineus Orientals el nombre de cantons passaria de 31 a 17.
El nou cantó dels Pirineus Catalans és format amb comunes dels antics cantons de Montlluís (15 comunes: Bolquera, de l'Alta Cerdanya; els Angles, Font-rabiosa, Formiguera, Matamala, Puigbalador i Ral, del Capcir, i la Cabanassa, Cauders de Conflent, Fontpedrosa, La Llaguna, Montlluís, Planès i Sant Pere dels Forcats i Sautó, del Conflent; de Sallagosa (21 comunes: Angostrina i Vilanova de les Escaldes, Dorres, Èguet, Eina, Enveig, Er, Estavar, Font-romeu, la Guingueta d'Ix, Llo, Naüja, Oceja, Odelló i Vià, Palau de Cerdanya, Porta, Portè, Sallagosa, Santa Llocaia, Targasona, la Tor de Querol, Ur i Vallcebollera, totes de l'Alta Cerdanya), d'Oleta (12 comunes: Aiguatèbia i Talau, Canavelles, Censà, Escaró, Jújols, Mentet, Nyer, Oleta i Èvol, Orellà, Pi de Conflent, Ralleu, Saorra, Serdinyà, Soanyes, Toès i Entrevalls, totes del Conflent) i de Prada (14 comunes: Campome, Castell de Vernet, Catllà, Clarà i Villerac, Codalet, Conat, Cornellà de Conflent, Eus, Fillols, Fullà, els Masos, Molig, Mosset, Noedes, Orbanyà, Prada, Rià i Cirac, Taurinyà, Vernet i Vilafranca de Conflent, també totes del Conflent), amb aquesta redistribució administrativa. El territori del cantó es troba al districte de Prada. La seu del cantó és a Prada.

## Consellers generals
Al final de la primera volta de les eleccions departamentals franceses de 2015 hi havien passat dos binomis: Jean Castex i Hélène Josende (Unió de la Dreta, 42,77%) i Georges Armengol i Eliane Jarycki (SE-PS, 24,56%). La taxa de participació fou del 58,86% (12.287 votants sobre 20.875 inscrits) contra el 55,72% a nivell departamental i 50,17% a nivell nacional.
En la segona volta, Jean Castex i Hélène Josende (Unió de la Dreta) foren elegits amb el 58,3% dels vots emesos i amb una taxa de participació del 58,98% (6.566 vots de 12.306 votants i 20.875 inscrits).